# Tiran (eiland)
Tiran (Arabisch: جزيرة تيران, Jazīrat Tīrān) is een eiland in de Rode Zee. Het ligt even ten zuiden van de Straat van Tiran, die de verbinding vormt tussen de Rode Zee en de Golf van Akaba. Tiran ligt ongeveer even ver van de kust van het Egyptische schiereiland Sinaï, bij de stad Sharm-el-Sheikh, als van de Saoedi-Arabische provincie Taboek.
Tiran en het ten oosten ervan gelegen kleinere eiland Sanafir waren in handen van Egypte en maakten deel uit van het nationale park Ras Mohammed. De soevereiniteit over de eilanden werd in 2017 definitief overgedragen aan Saoedi-Arabië.